# Hemsterhuisstraat 145-241

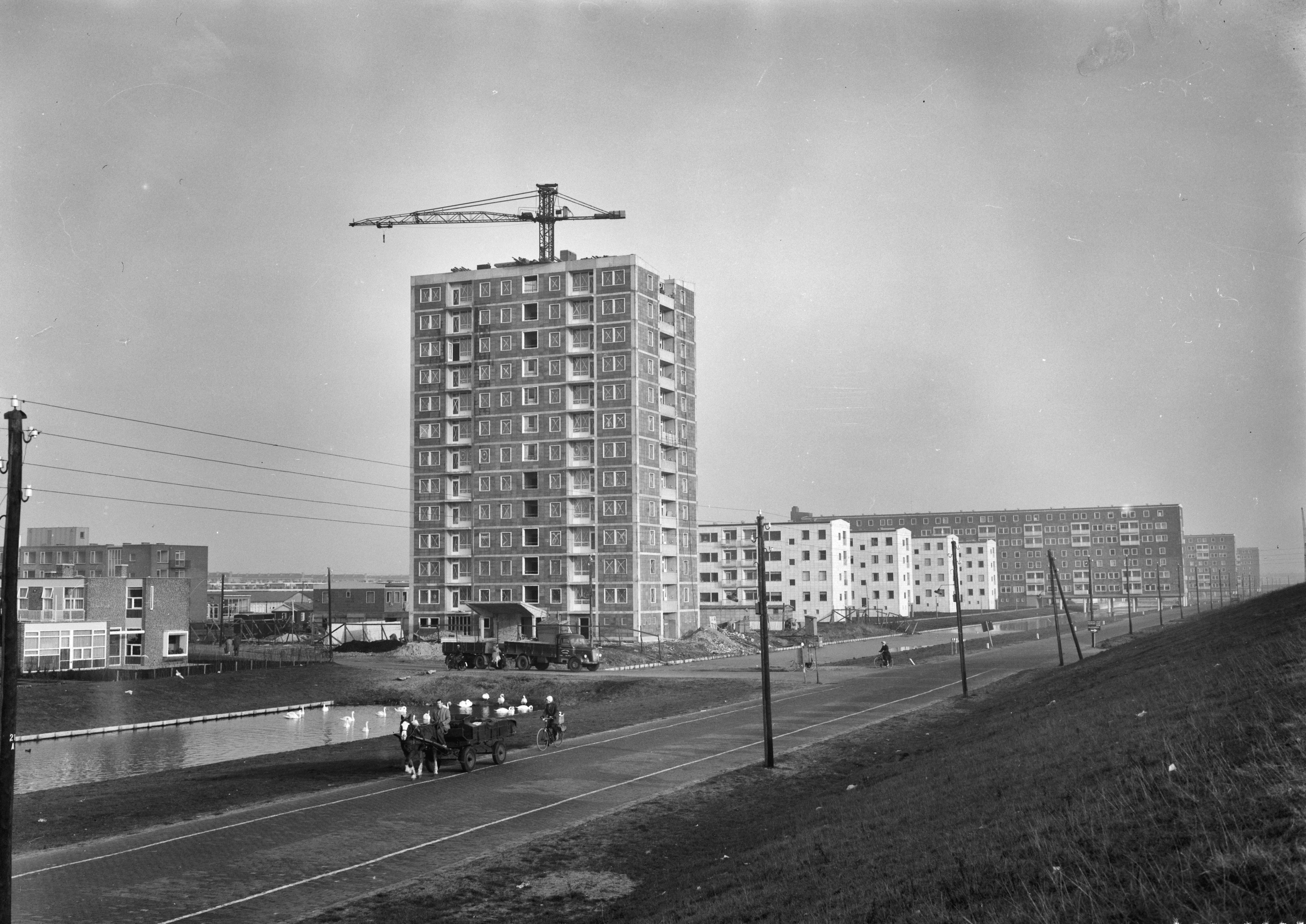
Flat in aanbouw (december 1959)

Hemsterhuisstraat 145-241 te Amsterdam is torenflat in Amsterdam Nieuw-West. 

## Gebouw
Het gebouw stamt uit 1958/1960 en is ontworpen door architect J.F. Berghoef voor de N.V. Nederlandse Maatschappij voor Volkshuisvesting (Nemavo), bekend van de Airey-woningen.  Het maakt deel uit van een strook bebouwing langs de zuidkant van de Comeniusstraat bekend als Sloterhof. Deze torenflat vormt het westelijk sluitpunt van een reeks lage (vier woonlagen) tot middelhoge flatgebouwen (zeven woonlagen). Die flats staan meest langgerekt dwars op die straat.   
De torenflat vormt een uitzondering binnen het ensemble. Het is gebouwd op een rechthoekige plattegrond en is dertien etages hoog (begane grond bergingen en twaalf woonetages). Het was bij oplevering veruit het hoogste gebouw in de buurt en er werd reclame gemaakt voor het uitzicht. Alhoewel ook hier gekozen had kunnen worden voor de adressering Commeniusstraat is voor dit afwijkende gebouw een adres gekozen aan de Hemsterhuisstraat. 
Voor wat betreft uiterlijk verschilt het ook van de andere flatgebouwen. Er is gebruik gemaakt van een donkerder kleur steen (gegevens 2020). Voorts zijn in het gebouw verticale witte stroken zichtbaar, nadruk leggend op de balkons. Aan de buitenzijde zijn bovendien witte horizontale stroken zichtbaar bij de etagescheidingen. Opvallend is voorts de luifel.
Tot slot is de ingangspartij onder de luifel versierd met een artistiek kunstwerk in sgraffitotechniek van Jan Goeting.
Het geheel werd in 2008 benoemd tot gemeentelijk monument; in juli 2016 werd het opgenomen in het monumentenregister, als deel het complex. Huurders aan de noordwestkant hebben uitzicht over de Sloterplas.

## Klachten
Bij oplevering was de status van monument nog ver weg. Vrijwel direct (1966) lekten de gevels bij harde wind met regen. Diverse huurders klaagden eerst bij de exploitant Nemavo, maar de situatie werd dermate erg dat Bouw- en Woningtoezicht werd ingeschakeld. Deze sommeerde dat de gevelbeplating vervangen moest worden om te voorkomen dat sommige huurders permanent moesten leven met opgerolde tapijten.

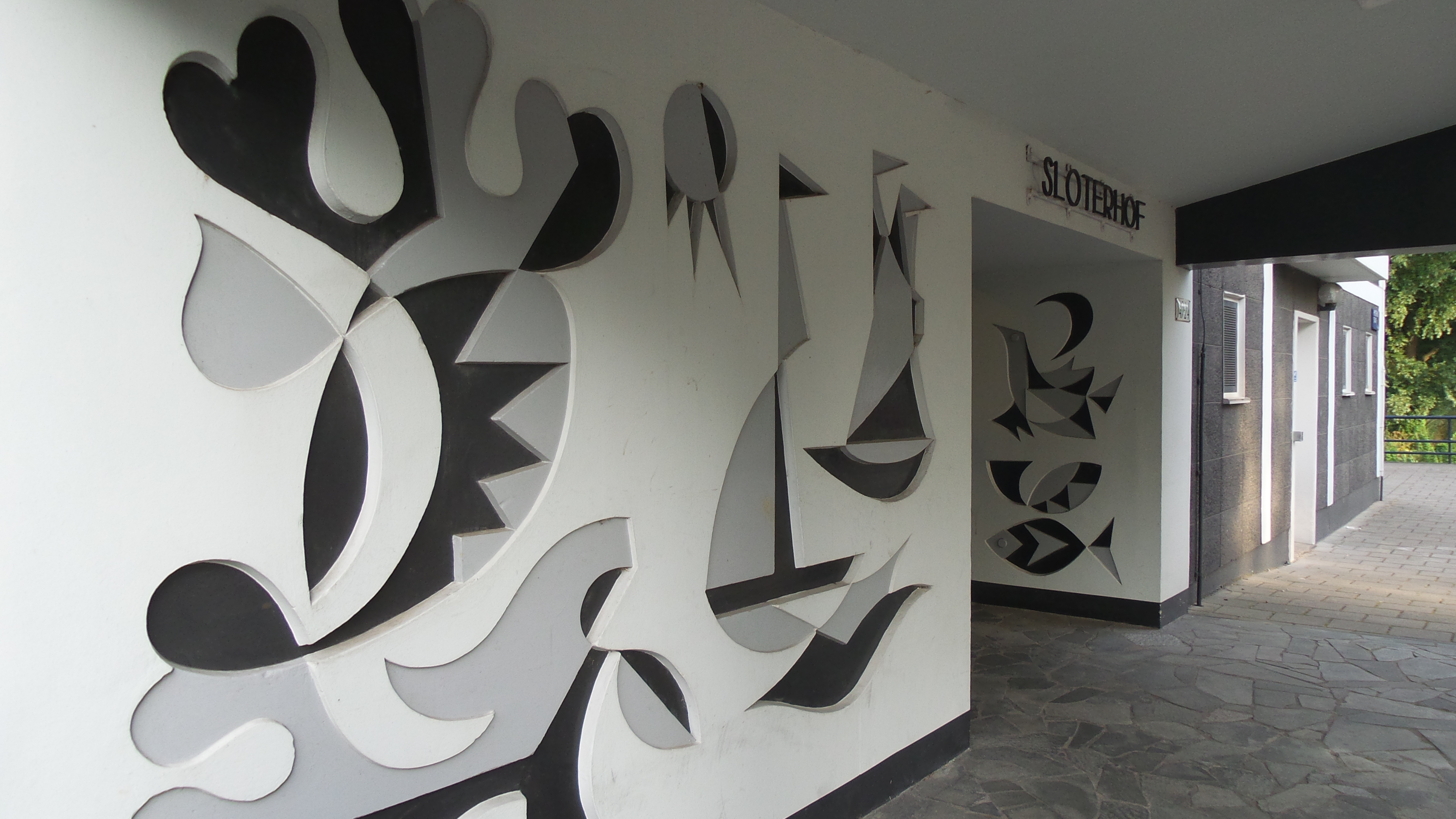
Reliëf van Goeting (juli 2015)